# ريك جايسون
ريك جايسون (بالإنجليزية: Rick Jason)‏ هو ممثل أمريكي، ولد في 21 مايو 1923 بنيويورك في الولايات المتحدة، وتوفي في 16 أكتوبر 2000 في الولايات المتحدة. من الجوائز التي نالها جائزة المسرح العالمي سنة 1950.

## جوائز
- جائزة المسرح العالمي (1950)

## وصلات خارجية
- ريك جايسون على موقع IMDb (الإنجليزية)
- ريك جايسون على موقع قاعدة بيانات برودواي على الإنترنت (الإنجليزية)
- ريك جايسون على موقع إن إن دي بي (الإنجليزية)
- ريك جايسون على موقع قاعدة بيانات الفيلم (الإنجليزية)